# 読書

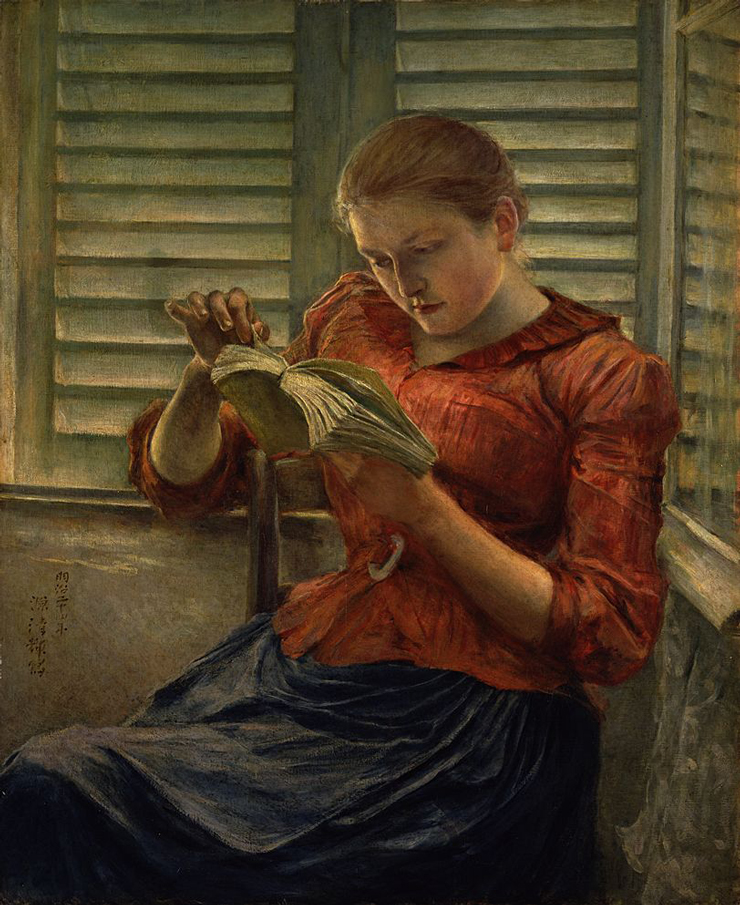
黒田清輝画 『読書』
（1890年（明治23年）頃）

読書（どくしょ）は、本を読むこと。特に好んで読む本を愛読書、また本を読む人は読者と呼ぶ。

## 歴史
読書の意味は「書を読むこと」とされるが、活字の登場以前では、これらは主に富裕層やインテリ層にのみに許された行為であった。活版印刷技術の登場以降は、書籍が大量生産されるようになって、大衆の識字率が格段に向上し、読書は大衆娯楽（趣味）としても、広く受け容れられるようになっていった。
日本では、江戸時代までは、主に四書五経など漢籍の音読（）が行われていたが、明治時代以降になると黙読（）が主となった。また、江戸時代には四書五経のような教養書の他に、戯作本（『東海道中膝栗毛』など）が登場して出版業が成立し、生活に余裕のある都市住民を中心に、娯楽としての読書が広がっていた。当時は日本語の崩した文字に対応するために、木版印刷が広く用いられた。
20世紀になると大衆の教育の広がりと向上により、かつてよりも書を読む者が増え、また出版技術の向上により大量出版の時代となった。日本においては、大正時代から昭和前期における円本の流行が、「廉価な本を大量に発行する」という出版形態の発端とされる。しかし、20世紀後期になってテレビやインターネットなどの他、メディアの爆発的な発達により、知識情報獲得手段としての読書の地位が相対的に低下していったため、人々が本を読まなくなったと嘆く者の間で「活字離れ」が語られることがある。

## 読書の様式

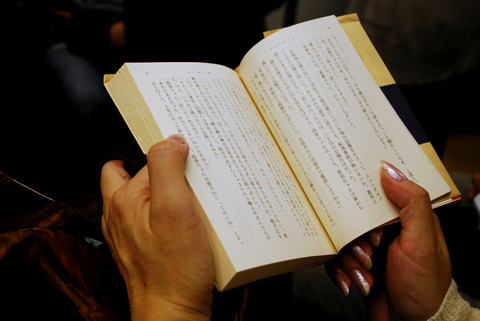

他の読み方としては、要所をピックアップして行くなどして読書速度を上げる速読（）や、内容をよく理解してさらにはその思想までもを汲み取ろうとする精読（）などがある。本を読まずに大量積み上げることを、皮肉的に「積ん読（）」ともいう。（この「積ん読」という言葉を発案したのは田尻稲次郎である。また、書籍に限らないその原稿を関係者や第三者が読んで問題点を指摘することを査読（さどく）といい、さらに問題点を修正したりすることを校正（こうせい）という。
読書にのめり込んで、終始活字を目で追わなければ気がすまないようになった人間は、「活字中毒」とされる。その一方でビブリオマニア（書痴・愛書狂）のように、書籍それ自体をこよなく愛好する向きもあり、書店のみならず古書専門店も根強い人気を得ている。
20世紀末期より、インターネットの普及などにより、プレーンテキストデータのみならず、様々な図表も入った書籍データをパソコンや携帯情報端末 (PDA) 等にダウンロードして、専用ビューワーを利用して読書するなど、その方法は多様化している（ → 電子書籍）。
本来、内向的な行為とされる読書だが書評や読書日記などを通して自己表現として評価されることもある。読書のウェブサイトでは、書評ページの「松岡正剛の千夜千冊」に見られるような、様々な書評サイトがある。

## 翻訳本の取り扱い
外国の文献については、逐語訳（）か意訳か議論の分かれるところである。福沢諭吉は意訳で読むことを進めている。しかし、逐語訳（）しかない難読本でも、あらすじや執筆背景などの理解に努めれば、多少読みやすくもなるとされる。

## 読書運動

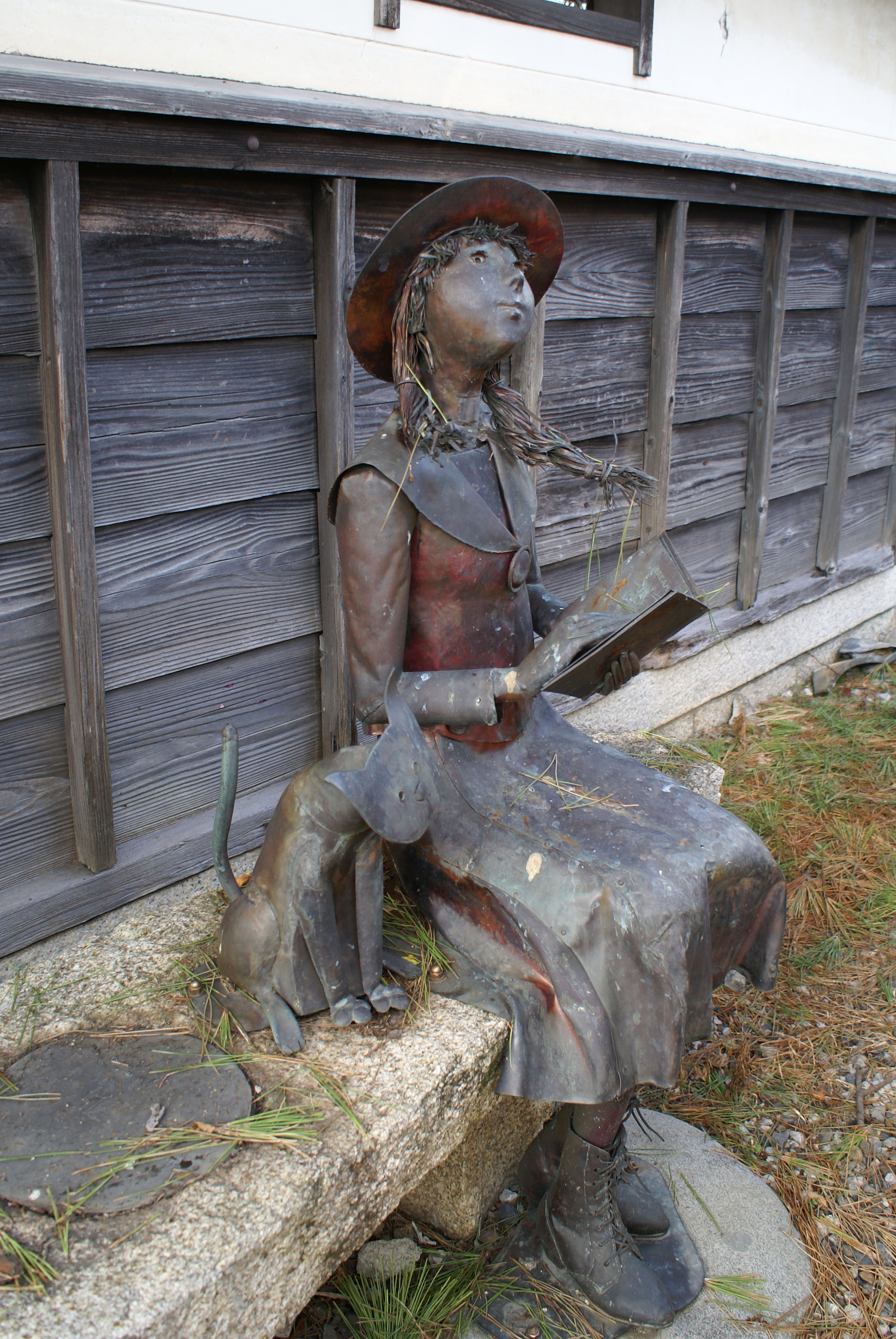
「読書する少女」像（長浜市）

読書を呼びかける運動を総称して、読書運動と呼ぶ。子どもの情操教育、リテラシー教育、活字離れ対策、出版産業の振興など、さまざまな視点から運動が展開されている。中でも青少年読書感想文全国コンクールは知名度と歴史において際だっている。
2023年10月、ベネッセは東京大学社会科学研究所と共同で行った読書に関するアンケートの分析結果を発表した。それによると、2022年の子どもの1日あたりの読書時間は平均15.2分で、2015年よりも3分減少している。また49%の子どもは読書時間が0分であった。読書量が多い子どもは少ない子どもと比べて「図や表を見て理解する」「論理的に考える」「長い文章を読んで理解する」「自分の考えを文章にまとめる」といった学習面でも得意だとする回答が多かった。